# Jimisola Laursen
Jimisola Heinrich Andreas Laursen (né le 13 juillet 1977) est un athlète suédois, spécialiste du 400 mètres. 

## Biographie
En 2002, Jimisola Laursen remporte la médaille d'argent sur 400 mètres aux championnats d'Europe en salle, en 45 s 59. Il est devancé par le Polonais Marek Plawgo.
Au niveau national, il s'impose à cinq reprises lors des championnats de Suède en plein air sur 400 mètres : de 1998 à 2001 et en 2003. En salle, il gagne sur 200 mètres en 2001, et sur 400 mètres en 2000 et 2003.
Après sa carrière sportive, Jimisola Laursen est devenu pilote d'avion.

### Palmarès
| Date | Compétition                    | Lieu     | Résultat | Épreuve   | Performance   |
| ---- | ------------------------------ | -------- | -------- | --------- | ------------- |
| 1997 | Championnats d'Europe espoirs  | Turku    | 5e       | 400 m     | 46 s 48       |
| 1997 | Championnats d'Europe espoirs  | Turku    | 6e       | 4 x 400 m | 3 min 07 s 27 |
| 1999 | Championnats d'Europe espoirs  | Göteborg | 8e       | 400 m     | 47 s 15       |
| 2002 | Championnats d'Europe en salle | Vienne   | 2e       | 400 m     | 45 s 59       |

### Records
| Épreuve    | Épreuve      | Performance | Lieu     | Date        |
| ---------- | ------------ | ----------- | -------- | ----------- |
| 400 mètres | En plein air | 45 s 54     | Edmonton | 4 août 2001 |
| 400 mètres | En salle     | 45 s 59     | Vienne   | 3 mars 2002 |